# Álvaro Peña-Rojas
Álvaro Peña-Rojas (* 17. Dezember 1943 in Valparaíso, Chile) ist ein ursprünglich chilenischer Sänger und Songwriter.

## Leben und Werk
Alvaro Peña-Rojas macht Musik seit 1962 (Rock ’n’ Roll, später Bebop). Er beteiligte sich am Wahlkampf von Salvador Allende, im Anschluss an die Machtübernahme der Militärjunta geht er nach England. Mit Joe Strummer Begründer der Punkgruppe The 101'ers. In Abgrenzung zum US-dominierten Jazz distanziert Alvaro sich vom Saxophonspiel. Er bringt sich Klavier- und Flötespielen bei und gründet mit Squeaky Shoes Records eines der ersten Independent-Labels. Seither macht er seine eigene, stilistisch kaum einzuordnende Musik. Alvaro Peña-Rojas bemächtigt sich musikalisch wie textlich grob, direkt und anarchisch der Lebendigkeit, wie er sie im Alltag vorfindet. Dabei entstehen minimalistische Lieder voller Poesie und traurigem Sarkasmus, sprühend von Leben und mit hintergründigem Humor. Alvaro scheint das Musikmachen mit jedem Lied neu zu erfinden, dies aber mit genuiner Musikalität.
Seit 1979 lebt Alvaro Peña-Rojas in Konstanz, er macht Konzerte mit wechselnden Mitspielern. Weiterhin entstehen neue Kompositionen und Einspielungen. Seit dem Ende der Militärjunta in Chile wird er zunehmend populär in seiner Heimat, vor allem bei jüngerem Publikum und Musikern.

## Diskografie (Auswahl)
- Drinkin’ My Own Sperm (1977)
- The Working Class (1978)
- Repetition Kills (1982)
- Is The Garment Ready? (1988)
- Boleros - Südamerikanische Schnulzen (1995)
- Valparaiso - Das Musical (2004)
- 8 Fingers (2006)